# Campionati europei di pugilato dilettanti 1989
I Campionati europei di pugilato dilettanti maschili 1989 si sono tenuti a Atene, Grecia, dal 29 maggio al 3 giugno 1989. È stata la 28ª edizione della competizione biennale organizzata dall'EABA. 160 pugili da 26 Paesi hanno partecipato alla competizione.

## Risultati
| Categoria                   | Oro                                 | Argento                           | Bronzo                                                            |
| --------------------------- | ----------------------------------- | --------------------------------- | ----------------------------------------------------------------- |
| Pesi minimosca (kg 48)      | Ivailo Marinov Bulgaria             | Róbert Isaszegi Ungheria          | Nshan Munchyan Unione Sovietica Jan Quast Germania Est            |
| Pesi mosca (kg 51)          | Yuri Arbachakov Unione Sovietica    | János Váradi Ungheria             | Krasimir Czolakov Bulgaria Krzysztof Wróblewski Polonia           |
| Pesi gallo (kg 54)          | Serafim Todorov Bulgaria            | Timofey Skryabin Unione Sovietica | Dieter Berg Germania Est Robert Ciba Polonia                      |
| Pesi piuma (kg 57)          | Kirkor Kirkorov Bulgaria            | Marco Rudolph Germania Est        | Rafał Rudzki Polonia Sandro Casamonica Italia                     |
| Pesi leggeri (kg 60)        | Konstantin Tszyu Unione Sovietica   | Daniel Dumitrescu Romania         | Giorgio Campanella Italia David Anderson Scozia                   |
| Pesi superleggeri (kg 63.5) | Igor Ruznikov Unione Sovietica      | Dariusz Czernij Polonia           | Hristo Furnigov Bulgaria Andreas Otto Germania Est                |
| Pesi welter (kg 67)         | Siegfried Mehnert Germania Est      | Borislav Abadziev Bulgaria        | Mujo Bajrović Jugoslavia Lorant Szabo Ungheria                    |
| Pesi superwelter (kg 71)    | Israel Akopkochyan Unione Sovietica | Rudel Obreja Romania              | Enrico Richter Germania Est Rosen Ibichev Bulgaria                |
| Pesi medi (kg 75)           | Henry Maske Germania Est            | Michael Franek Cecoslovacchia     | Daniel Krumov Bulgaria Andriy Kurnyavka Unione Sovietica          |
| Pesi mediomassimi (kg 81)   | Sven Lange Germania Est             | Lajos Eros Ungheria               | Kai Helenius Finlandia Sergyi Koboziev Unione Sovietica           |
| Pesi massimi (kg 91)        | Arnold Vanderlyde Paesi Bassi       | Axel Schulz Germania Est          | Andrzej Gołota Polonia Bert Teuchert Germania Ovest               |
| Pesi supermassimi (kg 91 +) | Ulli Kaden Germania Est             | Giorgios Tsahakis Grecia          | Svilen Rusinov Bulgaria Aleksandr Miroshnichenko Unione Sovietica |

## Medagliere
| Posizione | Paese            | Oro | Argento | Bronzo | Totale |
| --------- | ---------------- | --- | ------- | ------ | ------ |
| 1         | Germania Est     | 4   | 2       | 4      | 10     |
| 2         | Unione Sovietica | 4   | 1       | 4      | 9      |
| 3         | Bulgaria         | 3   | 1       | 5      | 9      |
| 4         | Paesi Bassi      | 1   | 0       | 0      | 1      |
| 5         | Ungheria         | 0   | 3       | 1      | 4      |
| 6         | Romania          | 0   | 2       | 0      | 2      |
| 7         | Polonia          | 0   | 1       | 4      | 5      |
| 8         | Cecoslovacchia   | 0   | 1       | 0      | 1      |
| 8         | Grecia           | 0   | 1       | 0      | 1      |
| 10        | Italia           | 0   | 0       | 2      | 2      |
| 11        | Finlandia        | 0   | 0       | 1      | 1      |
| 11        | Scozia           | 0   | 0       | 1      | 1      |
| 11        | Jugoslavia       | 0   | 0       | 1      | 1      |
| 11        | Germania Ovest   | 0   | 0       | 1      | 1      |
|           | Totale           | 12  | 12      | 24     | 48     |